# Tschechische Fußballnationalmannschaft (U-18-Junioren)
Die tschechische Fußballnationalmannschaft der U-18-Junioren ist die Auswahl tschechischer Fußballspieler der Altersklasse U-18. Sie repräsentiert die Fotbalová asociace České republiky auf internationaler Ebene und nahm lange Zeit an entsprechenden internationalen Wettbewerben, etwa der U-18-Europameisterschaft, teil. Nach einer Erhöhung der Altersgrenze seitens der UEFA auf 19 Jahre 2002 werden seither lediglich Freundschaftsspiele des jüngeren Jahrgangs als Vorbereitung für die U-19-Nationalmannschaft bestritten.

## Geschichte
Die tschechoslowakische U-18-Auswahlmannschaft als Vorläufer hatte ab 1955 am UEFA-Juniorenturnier sowie seit Einführung 1981 an der U-18-Europameisterschaft teilgenommen. Nach Auflösung der Tschechoslowakei nahm die tschechische Auswahlmannschaft entsprechend am Spielbetrieb teil, erstmals qualifizierte sie sich bei der EM 2000 für eine Endrunde. Dort erreichte sie das Spiel um den dritten Platz, das jedoch gegen Deutschland mit einer 1:3-Niederlage verloren ging. Bei der EM-Endrunde 2001 erreichte sie das mit 1:2 gegen Polen verlorene Endspiel.